# Terangun (plaats)
Terangun is een bestuurslaag in het regentschap Gayo Lues van de provincie Atjeh, Indonesië. Terangun telt 559 inwoners (volkstelling 2010).